# Aria Fischer
Aria Fischer (Laguna Beach (California), Estados Unidos, 2 de marzo de 1999) es una waterpolista olímpica de Estados Unidos doble campeona olímpica (Río 2016 y Tokio 2020), doble campeona mundial (2017 y 2019), y campeona en los Juegos Panamericanos de 2019.

## Palmarés internacional
| Juegos Olímpicos               | Juegos Olímpicos         | Juegos Olímpicos | Juegos Olímpicos |
| Año                            | Lugar                    | Medalla          |                  |
| ------------------------------ | ------------------------ | ---------------- | ---------------- |
| 2021                           | Tokio ( Japón)           | Medalla de oro   |                  |
| 2016                           | Río de Janeiro ( Brasil) | Medalla de oro   |                  |
| Campeonato Mundial de Natación |                          |                  |                  |
| 2019                           | Gwangju ( Corea del Sur) | Medalla de oro   |                  |
| 2017                           | Budapest ( Hungría)      | Medalla de oro   |                  |
| Juegos Panamericanos           |                          |                  |                  |
| Año                            | Lugar                    | Medalla          |                  |
| 2019                           | Lima ( Perú)             | Medalla de oro   |                  |